# Rancho del Cristo
Rancho del Cristo är en ort i Mexiko.   Den ligger i kommunen Ixhuatlancillo och delstaten Veracruz, i den sydöstra delen av landet, 220 km öster om huvudstaden Mexico City. Rancho del Cristo ligger 1 348 meter över havet och antalet invånare är 304.
Terrängen runt Rancho del Cristo är kuperad österut, men västerut är den bergig. Runt Rancho del Cristo är det mycket tätbefolkat, med 1 361 invånare per kvadratkilometer. Närmaste större samhälle är Orizaba, 4,0 km sydost om Rancho del Cristo. Trakten runt Rancho del Cristo består till största delen av jordbruksmark.